# Thomas Gifford
Thomas Eugene Gifford (* 16. Mai 1937 in Dubuque, Iowa; † 31. Oktober 2000 ebenda) war ein US-amerikanischer Schriftsteller, der vor allem für seine Kriminalromane bekannt wurde.
Gifford machte seinen Abschluss an der Harvard University, wo er bereits Auszeichnungen für kreatives Schreiben erhielt. Im Anschluss arbeitete er bei den Zeitungen The Sun und The Guthrie.
Gifford begann seine Karriere als Autor von Kriminalromanen. Internationalen Ruhm erlangte er mit dem Vatikan-Thriller Assassini, in dem er ein sehr kritisches Bild der modernen katholischen Kirche zeichnete. Mit "Gomorrha" folgte eine in sich abgeschlossene Fortsetzung. Vor allem dem amerikanischen Publikum war er seit den 1970er Jahren als Autor von Aquila bekannt. Der umfangreich recherchierte Krimi erregte Aufsehen, weil der Autor darin die Theorie entwickelte, der erste US-Präsident George Washington sei in Wirklichkeit ein britischer Kollaborateur gewesen. Dieser Roman wurde 1981 unter dem Namen Dirty Tricks von Alvin Rakoff verfilmt.
Gifford veröffentlichte auch Bücher unter den Pseudonymen Dana Clarins und Thomas Maxwell. Er starb 2000 in seiner Heimatstadt Dubuque an Gallengangskrebs.

## Werke
als Thomas Gifford
- 1975: The Wind Chill Factor (Keine deutsche Veröffentlichung), ISBN 0-399-11439-4.
- 1976: Intrige, 2001, ISBN 3-404-14578-X (The Cavanaugh Quest, Roman)
- 1977: Escudo, 2003, ISBN 3-785-72096-3 (The Man from Lisbon, Roman)
- 1978: Aquila, 2001, ISBN 3-785-72027-0 (The Glendower Legacy, Roman)
- 1979: Skandal, 2003, ISBN 3-404-14957-2 (Hollywood Gothic, Roman)
- 1990: Assassini, 1991, ISBN 3-785-70609-X (The Assassini, Roman)
- 1993: Protector, 1998, ISBN 3-404-14249-7 (Praetorian, Roman)
- 1994: The First Sacrifice, (Keine deutsche Veröffentlichung), ISBN 0-553-09252-9.
- 1996: Gomorrha, 1998, ISBN 3-404-13985-2 (Saints Rest, Roman)

als Thomas Maxwell
- 1986: Kiss Me Once (deutsche Veröffentlichung 1988 unter gleichem Titel), ISBN 3-548-10548-3.
- 1987: Komplott, 2000, ISBN 3-404-14432-5. (The Saberdene Variations, Roman)
- 1988: Kiss Me Twice (deutsche Veröffentlichung 1992 unter gleichem Titel), ISBN 3-548-10720-6.
- 1990: Exitus, 2006, ISBN 3-404-15471-1 (The Suspence is Killing Me, Roman)

als Dana Clarins
- 1984: Ultimatum, 2004, ISBN 3-404-15186-0 (Woman in the Window, Roman)
- 1985: Guilty Parties (Keine deutsche Veröffentlichung), ISBN 0-553-24978-9.
- 1986: Inferno, 2005, ISBN 3-404-15353-7 (The Woman Who Knew Too Much, Roman)

Alle deutschen Veröffentlichungen sind unter dem Namen Thomas Gifford erschienen.